# گونه ولگرد

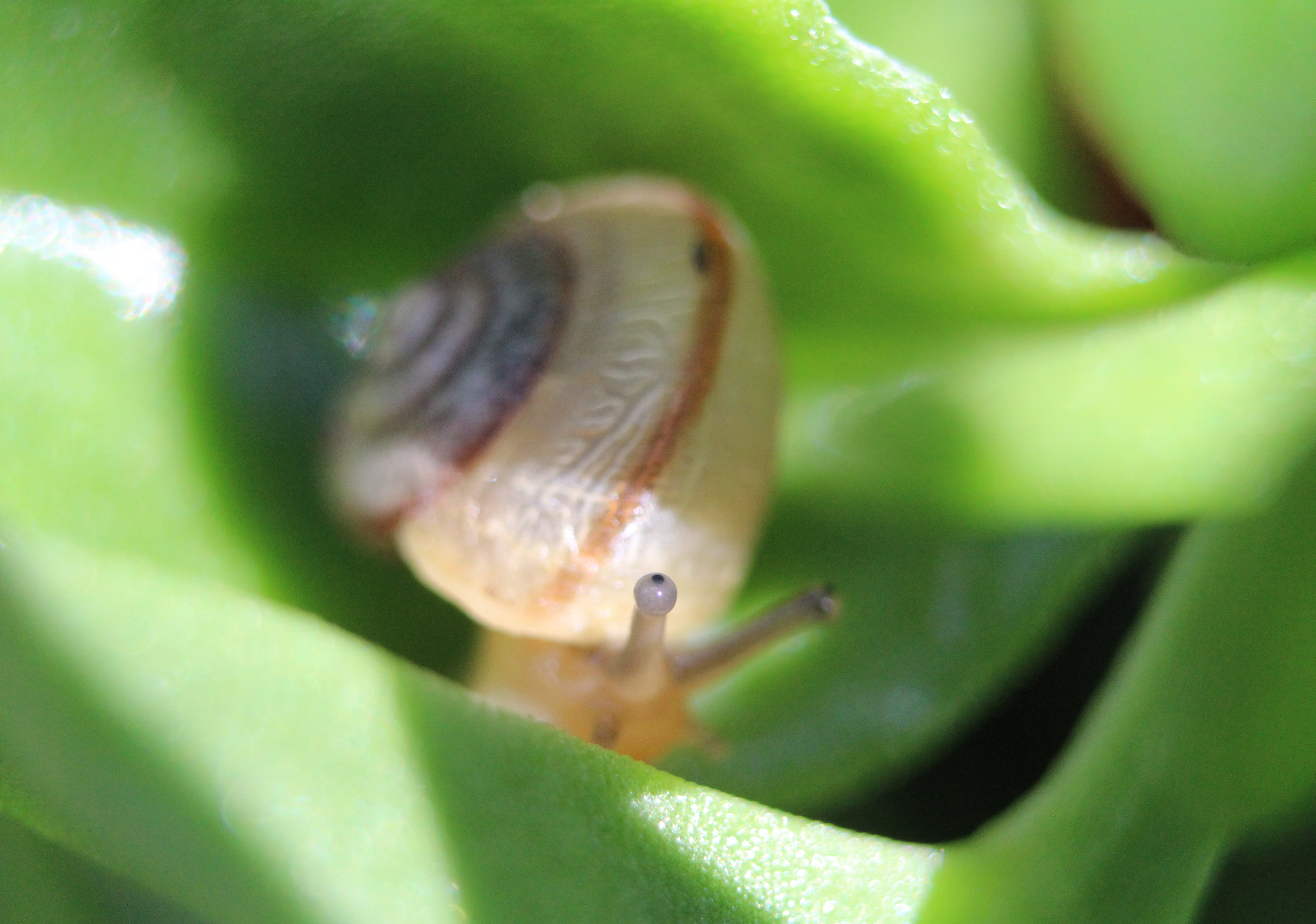
حلزون ولگرد آسیایی (Bradybaena similaris)، یک شکم‌پاری مهاجم که در چندین کشور در سراسر جهان یافت می‍شود.

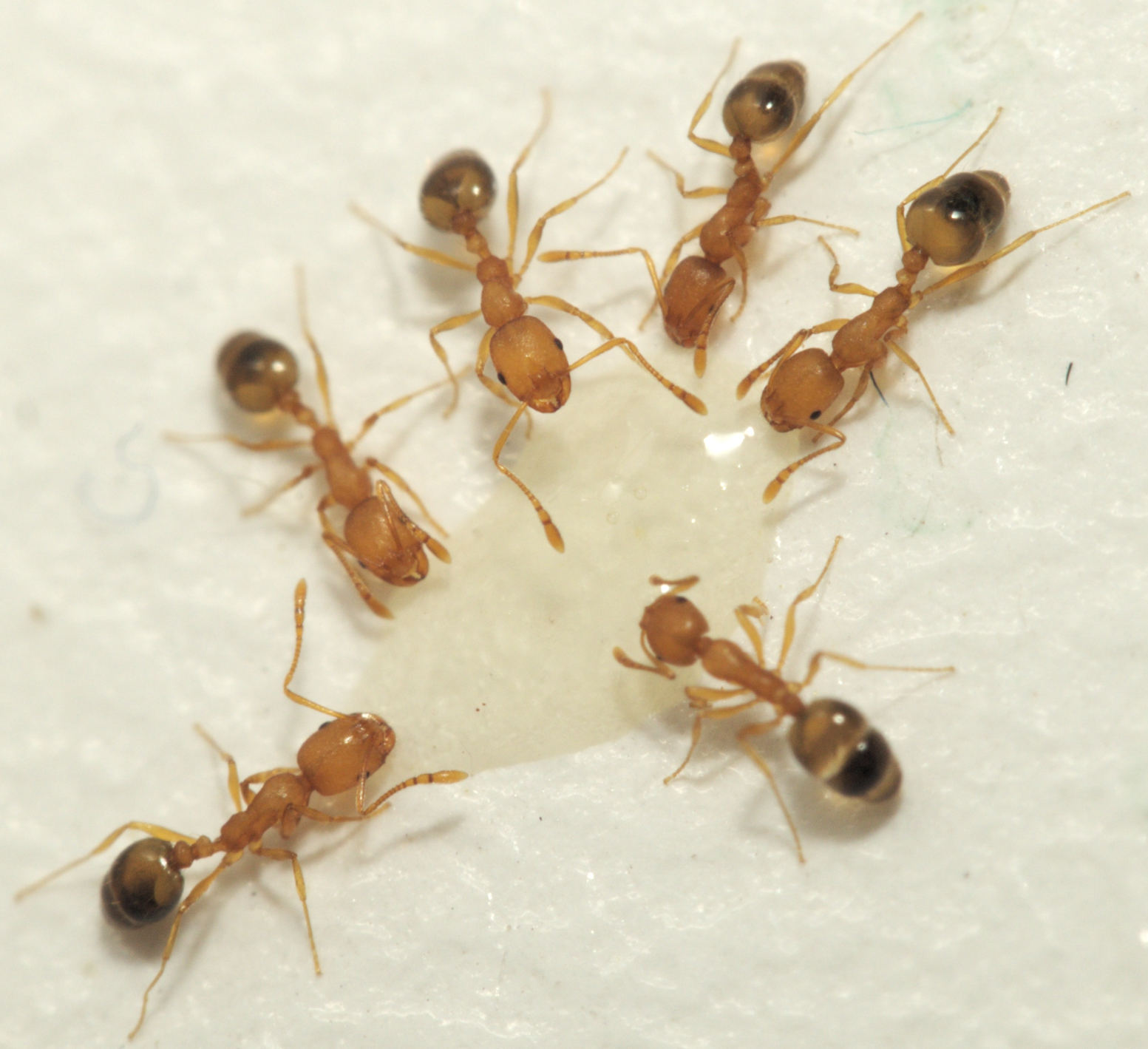
مورچه فرعونی (Monomorium pharaonis) یک گونه ولگرد شناخته شده‌است که می‌تواند در محیط‌های متنوع رشد کند.

در بوم‌شناسی، گونه ولگرد یا گونه بی‌سرپناه (به انگلیسی: Tramp species)، جانداری است که توسط فعالیت‌های انسانی در سطح جهانی گسترش یافته‌است. این اصطلاح توسط ویلیام مورتون ویلر در بولتن موزه تاریخ طبیعی آمریکا در سال ۱۹۰۶ ابداع شد، و برای توصیف مورچه‌هایی به کار رفت که «به عنوان ولگردهای معروف راه خود را به بسیاری از جزایر باز کرده‌اند. پس از آن زمان این اصطلاح گسترش یافت و جانداران نامورچه‌ای را نیز دربر می‌گیرد، اما بهترین آن در مورچه‌شناسی به جا مانده‌است. گونه‌های ولگرد در چندین شاخه که در قلمروهای جانوری و گیاهی پوشش داده شدند، از جمله بندپایان، نرم‌تنان، خزه‌تباران و سرخس‌تباران، اما نه محدود به آنها، دیده شده‌اند. اصطلاح «گونه‌های ولگرد» توسط لوک پاسرا در فصل ۱۹۹۴ کتاب مورچه‌های عجیب و غریب: زیست‌شناسی، پیامد و کنترل گونه‌های معرفی‌شده دیوید اف ویلیام رایج شد و تعریف دقیق‌تری به آن داده شد.